# Romania ai Giochi della XI Olimpiade
La Romania partecipò ai Giochi della XI Olimpiade, svoltisi a Berlino, Germania, dal 1º al 16 agosto 1936, con una delegazione di 54 atleti impegnati in nove discipline.

## Medaglie
| Medaglia | Atleta     | Sport       | Evento                     |
| -------- | ---------- | ----------- | -------------------------- |
| Argento  | Henri Rang | Equitazione | Salto ostacoli individuale |